# کیم گون مو
کیم گون مو (انگلیسی: Kim Gun-mo؛ زادهٔ ۱۳ ژانویهٔ ۱۹۶۸) خواننده-ترانه‌پرداز اهل کره جنوبی است. وی از سال ۱۹۹۲ میلادی تاکنون مشغول فعالیت بوده‌است.